# Гринберг, Джесс
Джесс Гринберг (англ. Jess Greenberg; род. 20 декабря 1994 года, Лондон, Великобритания) — британская певица и гитаристка, получившая известность после появления на YouTube её роликов с кавер-версиями известных песен.
Начала выкладывать свои записи песен на YouTube в 2010 году. Наибольшее внимание привлекла её кавер-версия на песню AC/DC Highway to Hell, которая была выложена в августе 2013. Кроме того, она выиграла конкурс  Totally Covered Summer  проводимый Райаном Сикрестом в августе 2013 года с кавер-версией на песню Daft Punk Get Lucky .